# Nobody Home
Nobody Home – ballada rockowa brytyjskiego zespołu Pink Floyd. Utwór pochodzi z wydanej w 1979 roku rock opery/concept albumu The Wall, i – jak większość utworów z tej płyty – napisany został przez ówczesnego lidera grupy, Rogera Watersa.
Pod względem chronologicznym piosenka jest najmłodsza na albumie, powstała w zasadzie podczas jednej nocy, którą basista spędził w studio.

## Tekst
W warstwie tekstowej przedstawiony jest tu kolejny etap alienacji głównego bohatera albumu, gwiazdora rockowego imieniem Pink.
Bohater w 1 osobie opisuje jak wygląda świat oglądany zza tytułowej „ściany”: nie ma tam nikogo do rozmowy, pozostaje telewizor i własny wyostrzony zmysł obserwacji. Pink nie przebolał jeszcze rozstania z żoną i ma bolesną świadomość, że „gdy spróbuje się [do niej] dodzwonić, nie będzie nikogo w domu”.
Przesłanie utworu można także rozumieć nieco szerzej – jako metaforę samotności gwiazdy rocka w trasie; David Gilmour potwierdza tę interpretację w programie dokumentalnym Behind the Wall. W pewien sposób opisane są tu odczucia Rogera Watersa podczas pierwszych wielkich, stadionowych koncertów Pink Floyd (1977), tekst zawiera także kilka aluzji do jego kolegów z zespołu: ogólnego stanu psychicznego i „małej czarnej książeczki z poematami” Syda Barretta czy „srebrnej łyżki na łańcuszku” i „nikotynowych plam” na palcach Ricka Wrighta, którego „śmiertelne szczątki” ukrywa „wielkie pianino” (nawiązania do ówczesnego uzależnienia kokainowego muzyka).

## Wersje innych wykonawców
- Courtney Fairchild przedstawiła swoją wersję „Nobody Home” na albumie nagranym w hołdzie dla Pink Floyd (A Fair Forgery of Pink Floyd, 2003). Wykorzystano tam dźwięki piły w charakterze instrumentu muzycznego.

## Twórcy
- Roger Waters – wokal, VCS3
- David Gilmour – gitara basowa
- Rick Wright – syntezator
- Bob Ezrin – pianino
- Nowojorska Orkiestra Symfoniczna – partie instrumentów smyczkowych i dętych